# 幸佳慧
幸佳慧（1973年—2019年10月16日），台南人，台灣兒童文學作家及推廣者。
以多種方式致力於兒童教育，舉凡兒童文學創作、推廣、研究、翻譯，作品與行動多以台灣為對象，並以人權意識的導入最為著名，涉及多元文化、轉型正義、性別平等、土地認同、兒童權益等議題。其作品中，《希望小提琴》是台灣首本以白色恐怖為主題的繪本，遺作《蝴蝶朵朵》是台灣首本以熟人性侵為主題的兒童繪本。

## 學歷
- 國立成功大學中國文學系學士
- 國立成功大學藝術研究所碩士
- 薩里大學兒童文學碩士
- 新堡大學兒童文學博士

## 生平
曾擔任《民生報》閱讀版記者、格林文化出版社編輯。2001年建立「童書榨汁機」網站。2011年成立台南市葫蘆巷讀冊協會，當選首屆理事長；並取得臺南市公共圖書館兒童閱覽室的經營權，曾任臺南市公共圖書館發展委員會委員。
2018年，被發現罹患壺腹癌，最終於2019年10月16日病逝，享年46歲。

## 作品
- 《大鬼小鬼圖書館》（繪者楊宛靜）
- 《親愛的》（繪者楊宛靜）
- 《哇比與莎比》（繪者黃郁軒）
- 《天堂小孩》（繪者林家棟）
- 《靈魂裡的火把》（繪者蔡元婷）
- 《金賢與寧兒》（繪者陳怡今）
- 《親愛的大人》（共同作者李佳燕、繪者迷路）
- 《透明的小孩》（繪者陳昱伶）
- 《希望小提琴》（繪者蔡達源）
- 《雄愛讀冊：從0開始閱讀高雄》（繪者邱千容）
- 《家有125》（繪者楊宛靜）
- 《我就是這樣！》（繪者詹益豪）
- 《蝴蝶朵朵》（繪者陳潔皓、徐思寧）[10]
- 《秘密計畫》、《戰爭來的那一天》、《好想睡覺的小兔子》等十餘種翻譯繪本
- 《掉進兔子洞》、《走進長襪皮皮的世界》、《用繪本跟孩子談重要的事》、《親子共熬一鍋故事湯》、《走進魔衣櫥》等著作[5]。

## 得獎
- 2006年，以《掉進兔子洞》獲第30屆金鼎獎最佳文學語文類圖書獎。
- 2014年，以《親愛的》獲第38屆金鼎獎數位內容獎。
- 2019年，獲第43屆金鼎獎特別貢獻獎[11]。因幸佳慧罹患壺腹癌，特由行政院長蘇貞昌於當年8月26日提前頒獎[4]。

## 褒揚令
兒童文學作家幸佳慧，穎秀慈愷，槃才敏思。少歲卒業國立成功大學中國文學系、藝術研究所，嗣負笈遊英，獲新堡大學兒童文學博士學位，執志潛精，專攻有成。歷任出版社編輯、臺南葫蘆巷讀冊協會理事長、高雄市立圖書館發展諮詢委員會暨衛福部兒童及少年福利與權益推動小組委員等職，長期探索臺灣社會議題，體現在地深層關懷；眷注兒少權益福祉，踐履人權普世價值，搦翰勞心，洞貫幽微。其筆觸淺白饒富故事張力，視角寬廣兼具多元面向，尤以《希望小提琴》、《掉進兔子洞》、《親愛的》、《蝴蝶朵朵》等作品稱揚，持秉真摯對話手法，投身撰著迻譯究研；推介國際童書資訊，引領優質閱讀風潮，旨豐喻遠，實意曉然；英華日新，清芬永挹。曾榮獲金鼎獎兒童及少年圖書獎、數位內容獎暨特別貢獻獎等殊譽，丹衷雅行，文苑蜚聲。詎料夙願方展，迺以攖疾驟逝，軫惜彌殷，應予明令褒揚，用彰馨賢，而表遺徽。

總　　　統　蔡英文　　　　

行政院院長　蘇貞昌　　　　